# Liste des récipiendaires du prix Riel

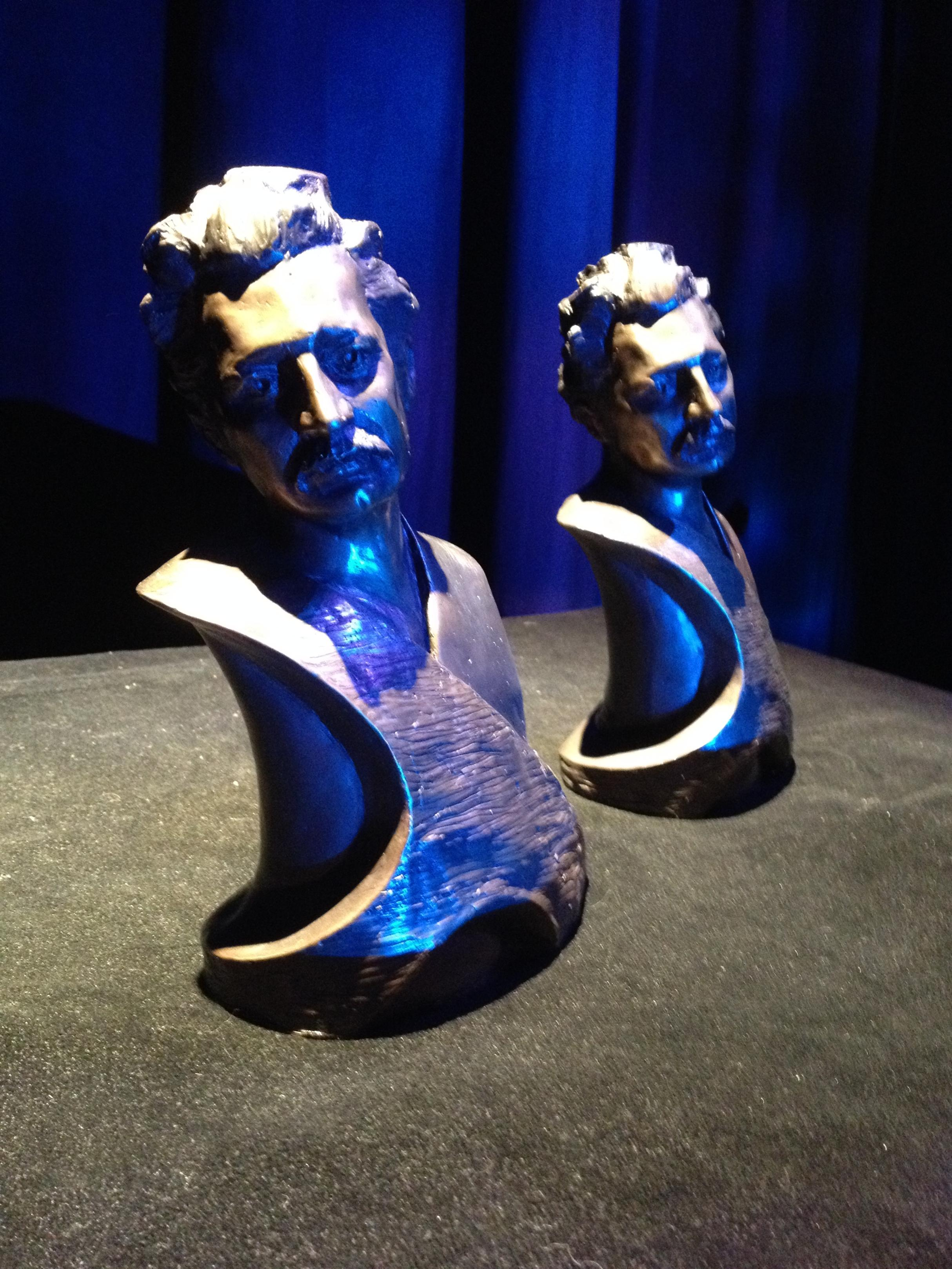
Le prix Riel

Le prix Riel, créé en 1983, rend hommage à des francophones de la  province canadienne du Manitoba. qui, de façon remarquable, ont contribué, surtout bénévolement, au développement de la collectivité, tout en suscitant chez les leurs le goût de vivre en français.
Voici la liste complète des lauréats du prix Riel.

## Mars 1983
- Patrimoine - Irma Gauthier
- Patrimoine - Florence et Georges Beaudry
- Sports/Loisirs - Michel McDonald
- Art/Culture - Marcien Ferland
- Sports/Loisirs - Cécile Mulaire

## Mars 1984
- Patrimoine - Alfred Laurencelle
- Art/Culture - Yvonne Mireault
- Développement communautaire - David Dandeneau

## Mars 1985
- Art/Culture - Madeleine Laroche
- Droit/Politique - Roger Bilodeau
- Éducation - Marjorie Beauchemin

## Mars 1986
- Sports/Loisirs - Michel Roy et équipe
- Patrimoine - Auguste Vermette
- Patrimoine - France Lemay et Cécile Bahuaud
- Art/Culture - Michelle Boulet

## Mars 1987
- Développement communautaire - Thérèse Vuignier et Comité de construction du Centre Dom Benoît
- Patrimoine - Hélène Blais

## Novembre 1988
- Art/Culture - Danseurs de la Rivière-Rouge
- Éducation - René Deleurme
- Communication - Ronald Lavallée

## Novembre 1989
- Développement communautaire - Alice Hébert
- Droit/Politique - Conseil du Village de Saint-Pierre-Jolys
- Patrimoine - Jeanne Perreault
- Communications - Comité culturel de  Somerset
- Éducation - Frère Fernand Marion

## Novembre 1990
- Communications - Janine Tougas
- Art/Culture - Guy Boulianne
- Art/Culture - Réal Bérard
- Patrimoine - Gilles Lesage
- Économie - Raymond Lafond

## Novembre 1991
- Développement communautaire - Roger Dubois
- Patrimoine - Noëllie Palud-Pelletier
- Communications - Émile Hacault
- Communications - Laurent Gimenez
- Art/Culture - Marcel Gosselin

## Novembre 1992
- Éducation - Raymond Poirier
- Art/Culture - Armand Desharnais
- Développement communautaire - Gérard Lécuyer et le comité organisateur du Rassemblement du siècle du  CUSB

## Novembre 1993
- Culturel et Artistique - Gérard Jean
- Développement communautaire - Adrien Leclerc
- Éducation - Fédération provinciale des comités de parents
- Politique/Juridique - Raymond Bisson

## Novembre 1994
- Juridique/Politique - Réseau de femmes
- Éducation - André Garand et Murielle Bérard
- Éducation - Gilbert et Mona Audette
- Patrimoine - La Compagnie du Sieur de La Vérendrye
- Communautaire - Comité de parents de  Saint-Georges

## Novembre 1995
- Réalisation culturelle ou artistique - Dé-Anne Vermette et Paul Sherwood
- Développement communautaire - Régine Ings-Geiger
- Communautaire - André Fauchon

## Octobre 1996
- Éducation - Comité de parents de l’école française de  Laurier
- Patrimoine - Thérèse Carrière et Jeanne Vinet
- Culturel - Clément Charrière
- Juridique/Politique - Parlement jeunesse franco-manitobain
- Communautaire - Habitat Chez-Soi
- Sports/Loisirs - Club des Jeunes de  Saint-Lazare

## Novembre 1997
- Culturel - Lucien et Lucienne Loiselle
- Patrimoine - Les Associés du Fort Gibraltar
- Développement communautaire - Léo Rémillard
- Développement communautaire - Barbara Comte et le Comité du Centre d’enfants 123
- Développement communautaire - Odile Martel

## Octobre 1998
- Développement économique - Conseil de développement économique des municipalités bilingues du Manitoba
- Éducation - Comité de parents de  Saint-Claude
- Communautaire - Francofonds
- Communications -  La Liberté
- Communautaire - Maria Chaput

## Octobre 1999
- Communautaire – Priscilla Chaudouet
- Communautaire – Claudette  Delaquis
- Éducation – Aurèle Boisvert
- Culturel et artistique – Marcelle Forest

## Octobre 2000
- Culturel / artistique – La Coopérative du Comité culturel de  Ste-Anne Inc.
- Communautaire – Gérard Archambault
- Communautaire – Étienne Gaboury

## Octobre 2001
- Culturel et artistique – La ligue d’improvisation du Manitoba (LIM)
- Culturel et artistique – Marie Fournier
- Patrimoine – Jean-Louis et Marie-Laure Perron
- Communautaire – Albert Vielfaure

## Octobre 2002
- Santé et services sociaux - Sœurs Grises de l’Ouest (Région Manitoba)
- Communautaire - Corporation de développement communautaire de  Saint-Laurent
- Arts et culture - Les Louis Boys
- Arts et culture - Monique Lacoste
- Prix Maurice-Gauthier – l’honorable Ronald J. Duhamel

## Octobre 2003
- Développement communautaire - Léo Robert OC et Diane Robert
- Développement communautaire - Me Laurent Roy (prix posthume)
- Développement communautaire - Lynne Guertin
- Développement communautaire - Sr Gilberte Carrière

## Octobre 2004
- Arts et culture – Cinémental
- Communications – Jean-Marc Ousset
- Éducation française – Joanne Dumaine
- Sports et loisirs – Fernand Grégoire
- Santé et services sociaux – Hubert Gauthier

## Octobre 2005
- Arts et culture - Marcien LeMay (prix posthume)
- Communications - Louis Paquin et Charles Lavack
- Communautaire - Yvon Dumont
- Communautaire - Louis Bernardin
- Prix Maurice-Gauthier – Hubert Gauthier

## Mars 2007
- Éducation - Clément Cormier et Claudette Warnke
- Santé et services sociaux - L’équipe de médecins du Centre médical Seine
- Communautaire - Anita Jamault
- Patrimoine - Annette Saint-Pierre
- Communautaire - Louis Allain

## Mars 2008
- Santé et services sociaux  - Gilbert Comte et Paul Cenerini

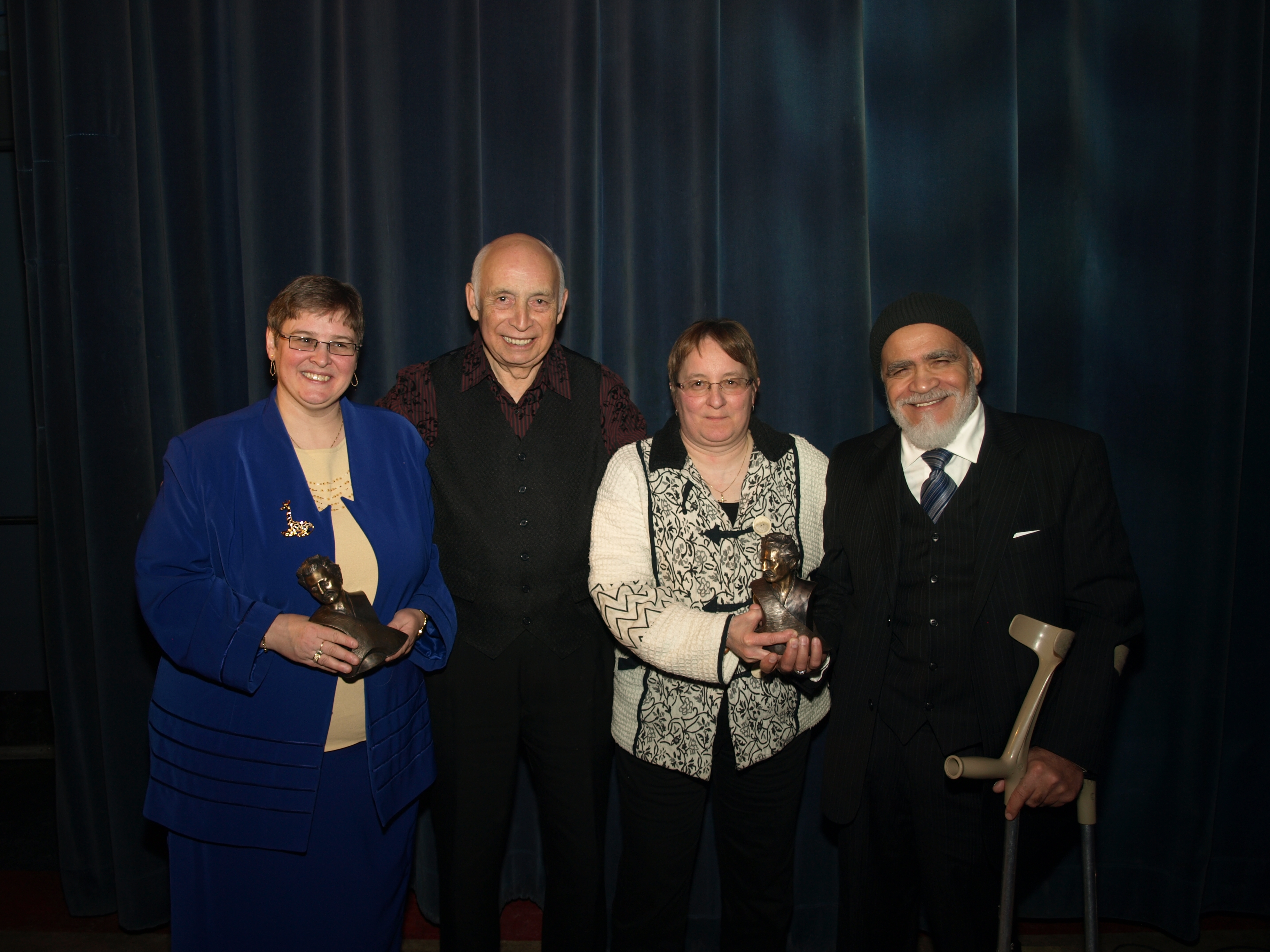
Joanne Therrien, Émile Lavallée, Sylvie Dufour et Taïb Soufi, récipiendaires du prix Riel en 2009. (Absent de la photo, Yvette Mallet)

- Éducation - Yolande Dupuis
- Communautaire - Paul McKenna

## Mars 2009
- Arts et culture - Émile Lavallée
- Communautaire - Joanne Therrien
- Communautaire - Taïb Soufi
- Éducation - Sylvie Dufour
- Éducation - Yvette Mallet

## Mars 2010
- Patrimoine – La Brigade de la Rivière Rouge
- Communautaire – Marie C. Labossière
- Communautaire – Alfred Monnin
- Développement économique – Maurice Therrien

## Mars 2011
- Développement communautaire – Lucien Guénette
- Patrimoine – Gabriel Dufault
- Développement communautaire – Derrek Bentley

## Mars 2012
- Développement communautaire - Thérèse et Auguste Débusschère
- Développement communautaire - Thérèse Dorge
- Arts et culture - Léo Dufault
- Développement communautaire - Rayannah Kroker, Katrine Dilay et Caroline Mousseau (Jazz pour l'humanité)

## Mars 2013
- Santé et services sociaux – Lorette Beaudry-Ferland
- Développement communautaire – Yvonne Fontaine-Godard

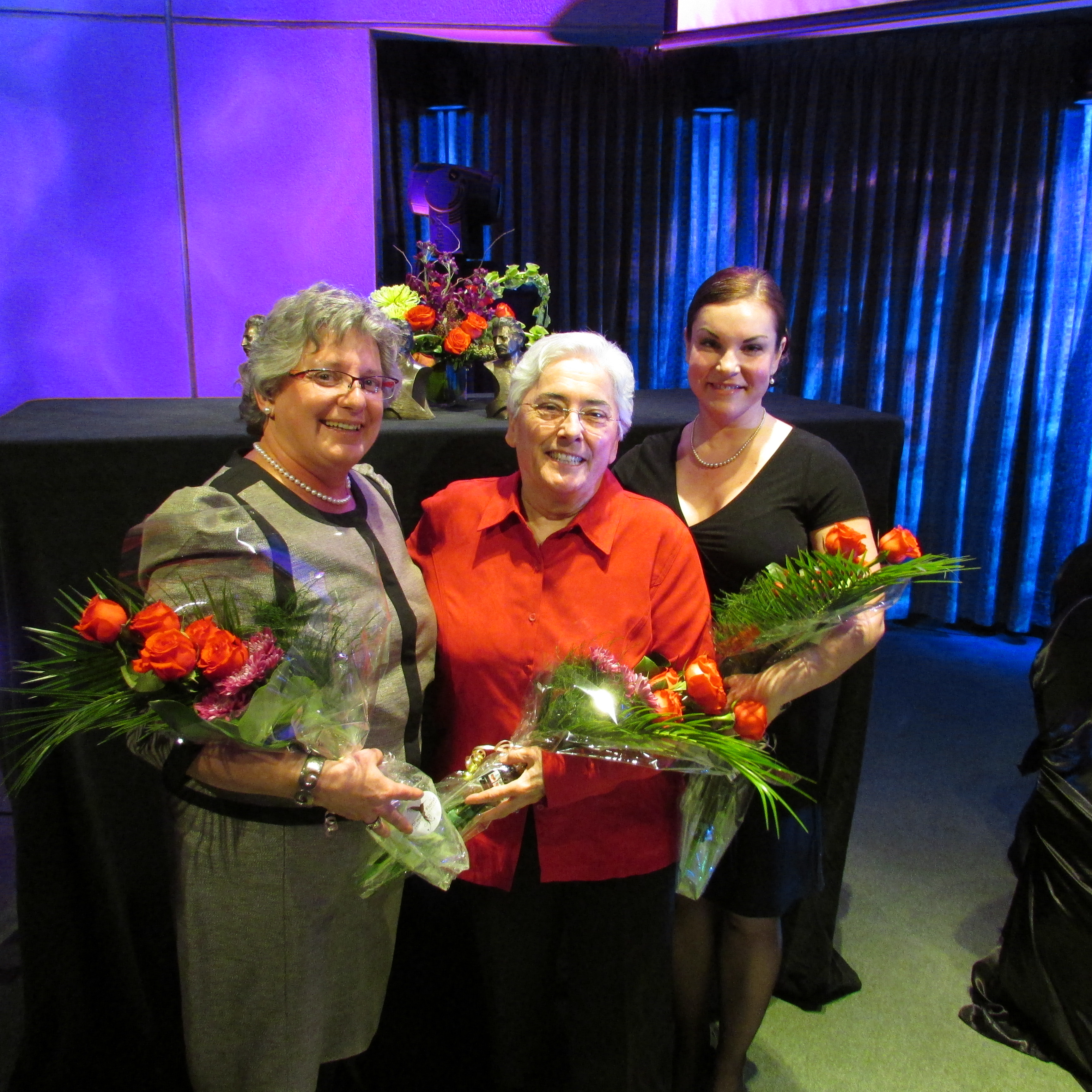
Jacqueline Blay, Diane Dornez-Laxdal et Christine Lamontagne reçoivent leurs prix Riel lors de la soirée Gala, mars 2014.

- Développement communautaire – Michelle Cenerini (prix posthume)
- Développement communautaire  – Gabriel Forest

## Mars 2014
- Patrimoine – Jacqueline Blay  OM
- Développement communautaire – Diane Dornez-Laxdal
- Arts et culture – Christine Lamontage

## Mars 2015
- Développement communautaire – Janine Bertrand
- Développement communautaire – Raymonde Gagné

## Mai 2017
- Patrimoine – Lucile Bazin
- Développement économique – Paul Grenier
- Arts et culture – Gisèle Johnson Himbeault
- Arts et culture – Gabriel Tougas
- Prix Maurice-Gauthier – Mariette Mulaire

## Mai 2019[2]
- Patrimoine - Paul Desrosiers
- Communications - Denise Lécuyer
- Développement communautaire - Karine Pilotte
- Arts et culture - Marc-François Tremblay

## Mai 2021[3],[4],[5]
- Patrimoine – Doris Lemoine
- Politique – Justin Johnson
- Développement communautaire – Crystal Desrosiers
- Communications – Marc Marion

## Mai 2025[6],[7]
- Développement communautaire – Carole Freynet-Gagné
- Éducation française – Louis Tétrault